# 圖雷塔斯峰
46°35′13″N 10°20′05″E / 46.586912°N 10.334731°E

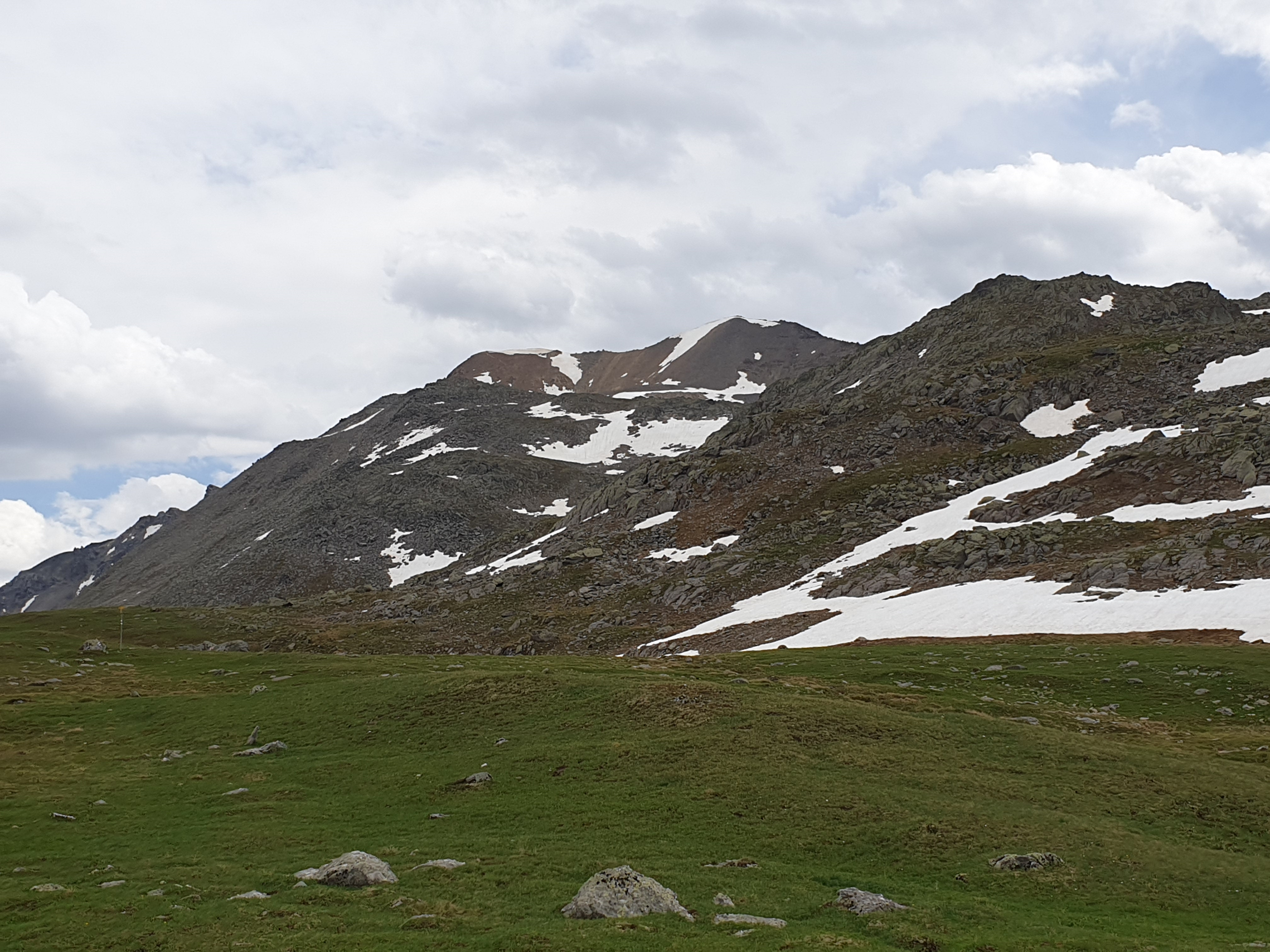

圖雷塔斯峰（Piz Turettas），是瑞士的山峰，位於該國東部，由格勞賓登州負責管轄，距離伯爾尼220公里，該山峰海拔高度2,963米，每年平均降雨量1,367毫米。